# Hako
Hako – wieś w Armenii, w prowincji Aragacotn. W 2011 roku liczyła 95 mieszkańców.